# Antillas Neerlandesas en los Juegos Panamericanos
Antillas Neerlandesas ha participado ininterrumpidamente en los Juegos Panamericanos desde su tercera realización en 1959 en Chicago —en 1955 en Ciudad de México, compitió Curazao, cuyas medallas cuentan en el total de las Antillas Neerlandesas—. El país está representado en los juegos por el Comité Olímpico de las Antillas Neerlandesas. Las medallas ganadas por Curazao en 1955 están incluidas en la suma del Comité Olímpico de las Antillas Neerlandesas. En los Juegos Panamericanos de 2011 en Guadalajara, hizo su última participación al haberse disuelto como nación el año 2010. La ODEPA permitió a la delegación competir bajo la bandera del organismo.

## Medallero
| Juegos              |   |   |    | Total |
| Buenos Aires 1951   |   |   |    |       |
| México 1955         | 0 | 1 | 3  | 4     |
| Chicago 1959        | 0 | 0 | 1  | 1     |
| São Paulo 1963      | 0 | 4 | 2  | 6     |
| Winnipeg 1967       | 0 | 0 | 1  | 1     |
| Cali 1971           | 1 | 2 | 1  | 4     |
| México 1975         | 0 | 1 | 0  | 1     |
| San Juan 1979       | 0 | 0 | 1  | 1     |
| Caracas 1983        | 0 | 0 | 0  | 0     |
| Indianápolis 1987   | 0 | 0 | 1  | 1     |
| La Habana 1991      | 0 | 0 | 0  | 0     |
| Mar del Plata 1995  | 1 | 1 | 4  | 6     |
| Winnipeg 1999       | 1 | 0 | 0  | 1     |
| Santo Domingo 2003  | 0 | 0 | 1  | 1     |
| Río de Janeiro 2007 | 1 | 0 | 1  | 2     |
| Guadalajara 2011    | 1 | 0 | 1  | 2     |
| Total               | 5 | 9 | 17 | 31    |